# Provincia Siracuza
Siracuza este o provincie în regiunea Sicilia în Italia.